# Джонатан Нгвем
Джонатан Нгвем (фр. Jonathan Ngwem, нар. 20 липня 1991) — камерунський футболіст, захисник національної збірної Камеруну та ангольського клубу «Прогрешшу ду Самбізанга».

## Клубна кар'єра
У дорослому футболі дебютував 2011 року виступами за команду клубу «Пума», в якій провів один сезон. 
Своєю грою за цю команду привернув увагу представників тренерського штабу клубу «Женесс», до складу якого приєднався 2013 року. Там відіграв наступний сезон своєї ігрової кар'єри.
2015 року уклав контракт з клубом «Юніспорт», у складі якого провів наступний рік своєї кар'єри гравця. 
До складу клубу «Прогрешшу ду Самбізанга» приєднався 2016 року.

## Виступи за збірну
2015 року дебютував в офіційних матчах у складі національної збірної Камеруну. Наразі провів у формі головної команди країни 9 матчів.
У складі збірної був учасником Кубка африканських націй 2017 року в Габоні.

## Титули і досягнення
- Переможець Кубка африканських націй: 2017